# Palotina (ort)
Palotina är en ort i Brasilien.   Den ligger i kommunen Palotina och delstaten Paraná, i den södra delen av landet, 1 100 km sydväst om huvudstaden Brasília. Palotina ligger 339 meter över havet och antalet invånare är 23 059.
Terrängen runt Palotina är platt.
Trakten runt Palotina består till största delen av jordbruksmark. Runt Palotina är det ganska glesbefolkat, med 42 invånare per kvadratkilometer.